# Il gatto di Brooklyn aspirante detective
Il gatto di Brooklyn aspirante detective è un film del 1973 diretto da Oscar Brazzi.

## Trama
Tony Mangialafoglia detto "La volpe della metropoli" è un investigatore privato con seri problemi economici. Un giorno decide di associarsi con lo spiantato Frank Lonego, alias "Il gatto di Brooklyn". La prima grande occasione investigativa riguarda Villa Allegra, una residenza a quanto pare infestata da fantasmi dispettosi. I due si installano nel maniero dei conti De Porcaris, famiglia capeggiata dall'autoritario conte Bacherozzo, e comincia così una lunga serie di apparizioni spettrali che terrorizzano Frank risparmiando, almeno inizialmente, Tony, che in compenso perde la testa per la bella Guendalina.